# Thelypteris chiriquiana
Thelypteris chiriquiana är en kärrbräkenväxtart som beskrevs av Alan Reid Smith. Thelypteris chiriquiana ingår i släktet Thelypteris och familjen Thelypteridaceae. Inga underarter finns listade.